# Basilique de l'Immaculée-Conception de Wanjin
Cette  basilique n’est pas la seule basilique de l'Immaculée-Conception.
La basilique de l’Immaculée-Conception de Wanjin est une église située dans la localité de Wanjin, dans le canton rural de Wanluan (en) à Taïwan, à laquelle l’Église catholique donne les statuts d’église paroissiale, de basilique mineure, et de sanctuaire national,. Elle est administrée par les Dominicains rattachés au diocèse de Kaohsiung (de), et est dédiée à l’Immaculée Conception. Il s’agit du plus ancien bâtiment catholique encore debout à Taïwan.

## Historique
Par la signature un peu forcée du traité de Tien-Tsin de 1858, l’empire Qing autorise l’installation de missionnaires chrétiens sur son territoire. Les catholiques s’installent à Wanluan (en) en 1861, et construisent une première église deux ans plus tard. Le terrain où le sanctuaire est bâti est acheté par le père Liang Fang-Ji en 1869, après la destruction par un séisme de l’édifice.
L’église actuelle se voit nommée basilique mineure le 20 juillet 1984 par le pape Jean-Paul II ; elle est la première église de l’île à recevoir cette distinction. L’année suivante, en 1985, elle est désignée sanctuaire national,. Elle est également dans la période[Quand ?] déclarée Monument national par le ministre de l’Intérieur. En 2016, la statue vénérée à la basilique est vandalisée.